# N-Formilmetionina
N-Formilmetionina (fMet, HCO-Met, For-Met) este un derivat al aminoacidului metionină, obținut prin adăugarea unei grupări formil la gruparea amino. Este utilizat, în special, pentru inițierea sintezei proteice pe baza genelor bacteriene și genelor organelare (din mitocondrii și cloroplaste), putând fi îndepărtat post-translațional.
Nu este utilizat în sinteza proteinelor eucariotelor traduse la nivel citosolic. De asemenea, nu este folosit de archaea. În corpul uman, fMet este recunoscut ca antigen, declanșând răspunsul sistemului imunitar.

## Funcția în sinteza proteinelor
fMet este aminoacidul de start în sinteza proteinelor bacteriene, fiind astfel situat la capătul N-terminal al polipeptidului în creștere. fMet este livrat complexului ribozom (30S) - mARN, de către un ARNt specializat (ARNtfMet) care conține anticodonul 3'-UAC-5', capabil a se lega cu codonul de start 5'-AUG-3' situat pe ARNm. Prin urmare, fMet este codificat de același codon ca metionina; cu toate acestea, AUG este și codonul de inițiere a translației. Când codonul este utilizat pentru inițiere, se folosește fMet în locul metioninei, iar când același codon apare mai târziu în ARNm, se folosește metionină normală. Multe organisme folosesc variații ale acestui mecanism de bază.
Adiția grupării formil la metionină este catalizată de metionil-ARNt formiltransferaza. Această adiție se realizează după legarea metioninei de tRNAfMet cu ajutorul aminoacil-ARNt sintetazei.
Metionina în sine se poate lega fie pe ARNtfMet, fie pe ARNtMet, însă formiltransferaza va cataliza adăugarea grupării formil la metionină numai dacă metionina este legată de tRNAfMet.
fMet N-terminală este îndepărtată din majoritatea proteinelor, atât din cele proprii bacteriilor, cât și din cele obținute prin recombinare, printr-o secvență de două reacții enzimatice. În primul rând, peptida deformilaza deformilează fMet, transformând reziduul înapoi în metionină. Apoi, metionil-aminopeptidaza (MAP) îndepărtează reziduul de metionină din lanț.
Mitocondriile celulelor eucariote, inclusiv cele umane, și cloroplastele celulelor vegetale inițiază, de asemenea, sinteza proteinelor cu fMet. De vreme ce mitocondriile și cloroplastele au această proprietate în comun cu bacteriile, acest lucru a fost citat ca dovadă pentru teoria endosimbiotică.

## Relevanța pentru imunologie
Deoarece fMet este prezent în proteinele produse de bacterii, dar nu și în cele produse de eucariote (cu excepția mitocondriei, care se presupune că este o organelă derivată bacterian), sistemul imunitar ar putea să-l folosească ca reper pentru a distinge structurile sinelui de cele străine (ale non-sinelui). Granulocitele pot lega proteinele ce conțin fMet N-terminal, și le pot folosi pentru a iniția chemotactismul leucocitelor circulante din sânge, stimulând totodată activități microbicide precum fagocitoza. 
Deoarece fMet este prezent și în proteinele produse de mitocondrii și cloroplaste, teoriile mai recente nu îl văd ca pe un reper pe care sistemul imunitar îl poate folosi pentru a distinge sinele de non-sine. În schimb, oligopeptidele și proteinele care conțin fMet par a fi eliberate de mitocondriile țesuturilor deteriorate, precum și de bacteriile deteriorate, constituind mai degrabă semnale de alarmă, așa cum se arată în modelul Danger al imunității. Prototipul oligopeptidei care conține fMet este N-formilmetionil-leucil-fenilalanina (FMLP) care activează leucocitele, și alte tipuri de celule, prin legarea de receptorii FPR1 (receptor 1 formil-peptidă) și FPR2 (receptor 2 formil-peptidă) care sunt cuplați la proteina G. Deoarece acționează prin acești receptori, se poate spune despre oligopeptidele și proteinele care conțin fMet că fac parte din sistemul imunitar înnăscut; în funcție de condiții, funcționează fie pentru inițierea răspunsurilor acute la inflamație, fie pentru inhibarea și rezolvarea acestor răspunsuri. Oligopeptidele și proteinele care conțin fMet au roluri și în alte răspunsuri fiziologice și patologice.